# Naim Krieziu
Naim Krieziu   (Gjakovë, 1 de gener de 1918 - Roma, 20 de març de 2010) fou un futbolista albanès-kosovar de la dècada de 1940 i entrenador.
Pel que fa a clubs, defensà els colors de AS Roma i A.C. Napoli.